# 奧爾良的安妮-瑪麗
安妮-瑪麗·德·奧爾良（法語：Anne-Marie d’Orléans，1669年8月27日—1728年8月26日），薩丁尼亞王后，奧爾良公爵菲利普一世的次女。

## 家庭
1684年，安妮-瑪麗與薩伏依公爵維托里奧·阿梅迪奧二世結婚，兩人共有3子3女：
- 瑪麗-阿德萊德（1685年—1712年），路易十五的母親
- 瑪麗亞·安娜（1687年—1690年），夭折
- 瑪麗亞·路易莎（1688年—1714年），西班牙王后
- 維托里奧·阿梅迪奧（1699年—1715年），早逝
- 卡洛·埃曼努埃萊（1701年—1773年），薩丁尼亞國王
- 埃曼努埃萊·菲利貝托（1705年—1705年），夭折

## 從公爵夫人到王后
西班牙王位繼承戰爭期間，維托里奧·阿梅迪奧二世加入了反法陣營，與安妮-瑪麗的伯父路易十四以及她同父異母的弟弟奧爾良公爵為敵。戰後維托里奧·阿梅迪奧二世獲得原屬於西班牙的西西里王國，兩人成為西西里國王與王后。然而在四國同盟戰爭後，維托里奧·阿梅迪奧二世被迫以西西里交換較不重要的薩丁尼亞，但仍持有國王頭銜。此後安妮-瑪麗成為薩丁尼亞王后。

## 詹姆斯黨繼承
在光榮革命中被廢黜的詹姆斯二世於1701年去世後，其子詹姆斯（「老王位覬覦者」）繼續宣稱英國王位的繼承權。然而，詹姆斯的兩個兒子查爾斯（「小王位覬覦者」）和亨利日後並沒有任何婚生子女，因此當亨利於1807年去世後，查理一世的合法後代剩下安妮-瑪麗一系。詹姆斯黨將安妮-瑪麗的曾孫卡洛·艾曼努爾四世視為下一任王位覬覦者，因此1807年後的詹姆斯黨覬覦者皆為安妮-瑪麗的後代。